# Сан Мартино ин Кампо (Перуђа)
Сан Мартино ин Кампо је насеље у Италији у округу Перуђа, региону Умбрија.
Према процени из 2011. у насељу је живело 2662 становника. Насеље се налази на надморској висини од 176 м.